# 飞行员证章 (纳粹)

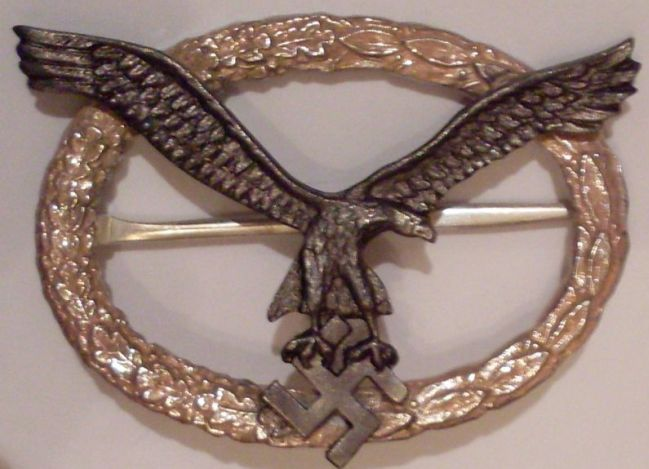
飞行员证章

飞行员证章（德語：Fliegerschaftsabzeichen）是一项德国军事奖项，主要颁给德国航空运动协会的成员。飞行员证章诞生于1933年。获颁此章的飞行员和观察员须将证章呆在左胸衣兜下部。证章为横椭圆形，主题图案是一只爪抓纳粹卐字徽的帝国鹰，最外面有一圈花环。花环左部是橡树叶，右部是月桂叶。在1935年版设计中，这一顺序被颠倒了过来。证章为银质，颜色为灰色。1935年1月19日，飞行员证章成为德国空军正式的飞行员/观察员资格章。但在1936年，戈林设立新款证章飞行员与侦查员联合章，飞行员证章被取代。飞行员证章就此结束辦發。